# 路易丝·阿尔布尔
路易絲·阿爾布爾（Louise Arbour，1947年2月10日—），前联合国人权事务高级专员，前加拿大最高法院助理法官，前南斯拉夫问题国际刑事法庭、卢旺达问题国际刑事法庭检察长。路易絲·阿爾布爾從2009年至2014年任国际危机组织主席及首席执行官。

## 生平
路易絲·阿爾布爾於魁北克省蒙特婁出生，父母在當地經營酒店。她於1967年中學畢業後到蒙特婁大學修讀，1970年獲得法學士學位。1971-72年間她在渥太華大學法學院進修，期間擔任加拿大最高法院法官路易-菲利普·皮容的助理。她於1971年獲得魁北克律師資格，後從1972年至1973年任加拿大法律改革委员会研究員。
她随后加入约克大学奥斯古德法学院，先後担任讲师（1974年）、助理教授（1975年）、副教授（1977年-1987年）和副院长（1987年）。她並曾任加拿大民权协会副主席，直到她于1987年獲委任為安大略最高法院法官為止。她再於1990年獲任為安大略上訴法院法官。
阿爾布爾女士於1996年獲任為盧旺達問題國際刑事法庭和前南斯拉夫問題國際刑事法庭的首席檢察官，期間於1999年起訴時任塞爾維亞總統斯洛博丹·米洛舍維奇在科索沃戰爭中干犯戰爭罪行。
1999年9月，阿爾布爾女士被时任总理让·克雷蒂安任命为加拿大最高法院助理法官。
路易絲·阿爾布爾女士在任期内用英法双语出台了一系列刑事诉讼程序和刑事法案。同时她也曾主持编辑了刑事报告、加拿大人权调查报告和奥斯古德法律日报。
2017年3月聯合國祕書長古特雷斯任命阿爾布爾女士為其國際移民事務特別代表，以推動國際間就難民與移民事務，於2018年9月以前完成全球性指導方針（Global Compact）的協商。

## 榮譽
阿爾布爾女士是41所大学的名誉博士。此外，为表彰她在国际人权事务方面所作出的贡献，安大略省皮尔区教育局於2010年將市一所高中以她命名為「路易絲·阿爾布爾中學」。
2016年阿爾布爾女士獲頒唐獎法治獎，以表彰她對國際刑事司法與保障人權，影響深遠且具開創性的貢獻；也表彰她在致力提昇其本國與國際之和平、正義與安全，以及堅持以法治之手段，為人類拓展自由的疆界，所展現具有啟發性之傑出表現。

## 资料来源
1. ↑  . International Crisis Group. July 2009. （原始内容存档于2009-09-02）.
2. 1 2 3 4 5 6 7  . 加拿大最高法院. 2008-09-04  [2016-02-21]. （原始内容存档于2016-02-24）.
3. ↑  .   [2017-10-11]. （原始内容存档于2022-02-01）.
4. ↑  . CBC News. 2010-09-07  [2016-02-21].
5. ↑  .   [2017-10-11]. （原始内容存档于2016-08-15）.

## 外部連結
- 维基共享资源上的相關多媒體資源：路易丝·阿尔布尔